# Darnków

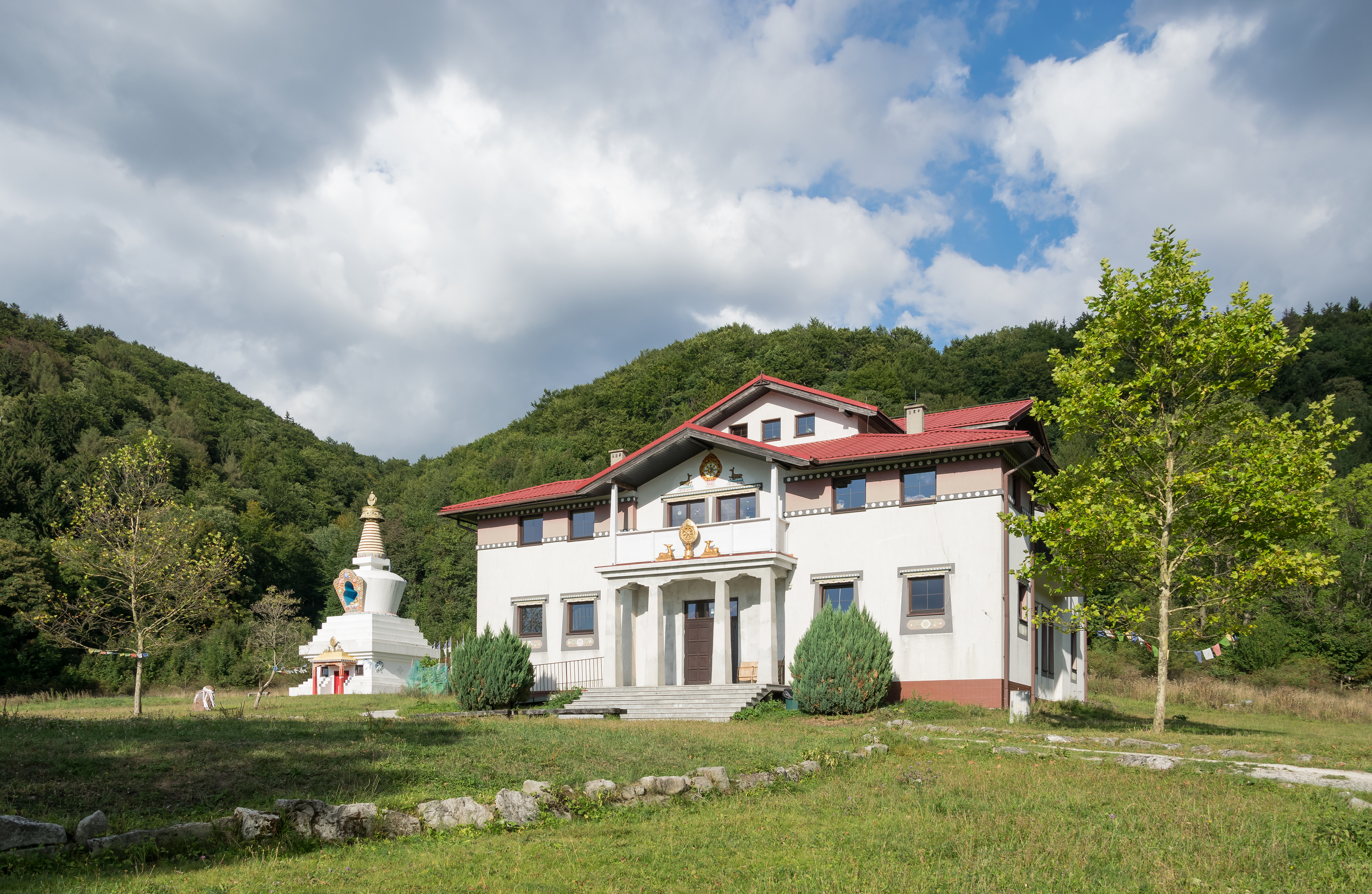
Gompa w ośrodku buddyjskim w Darnkowie

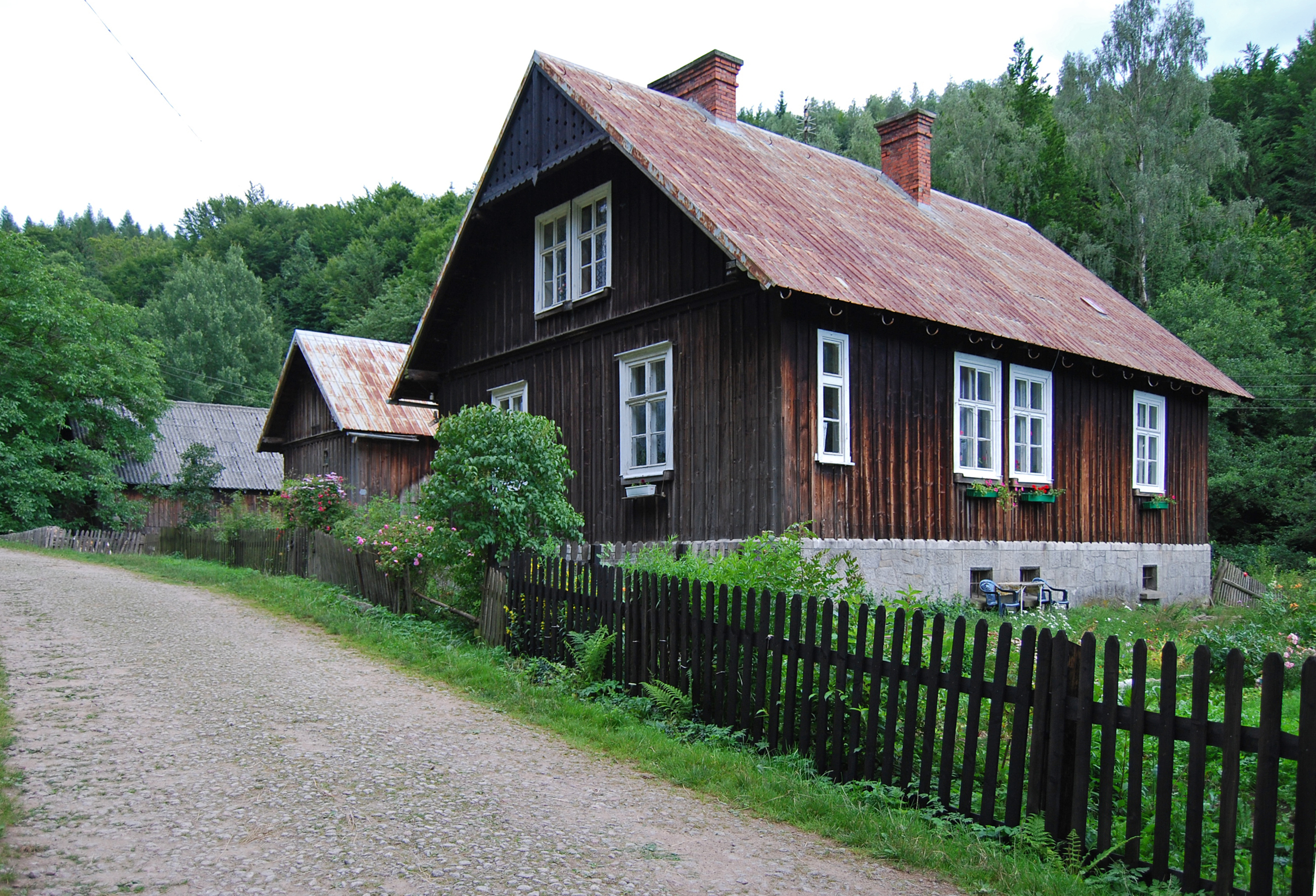
Leśniczówka „Tarnówka”

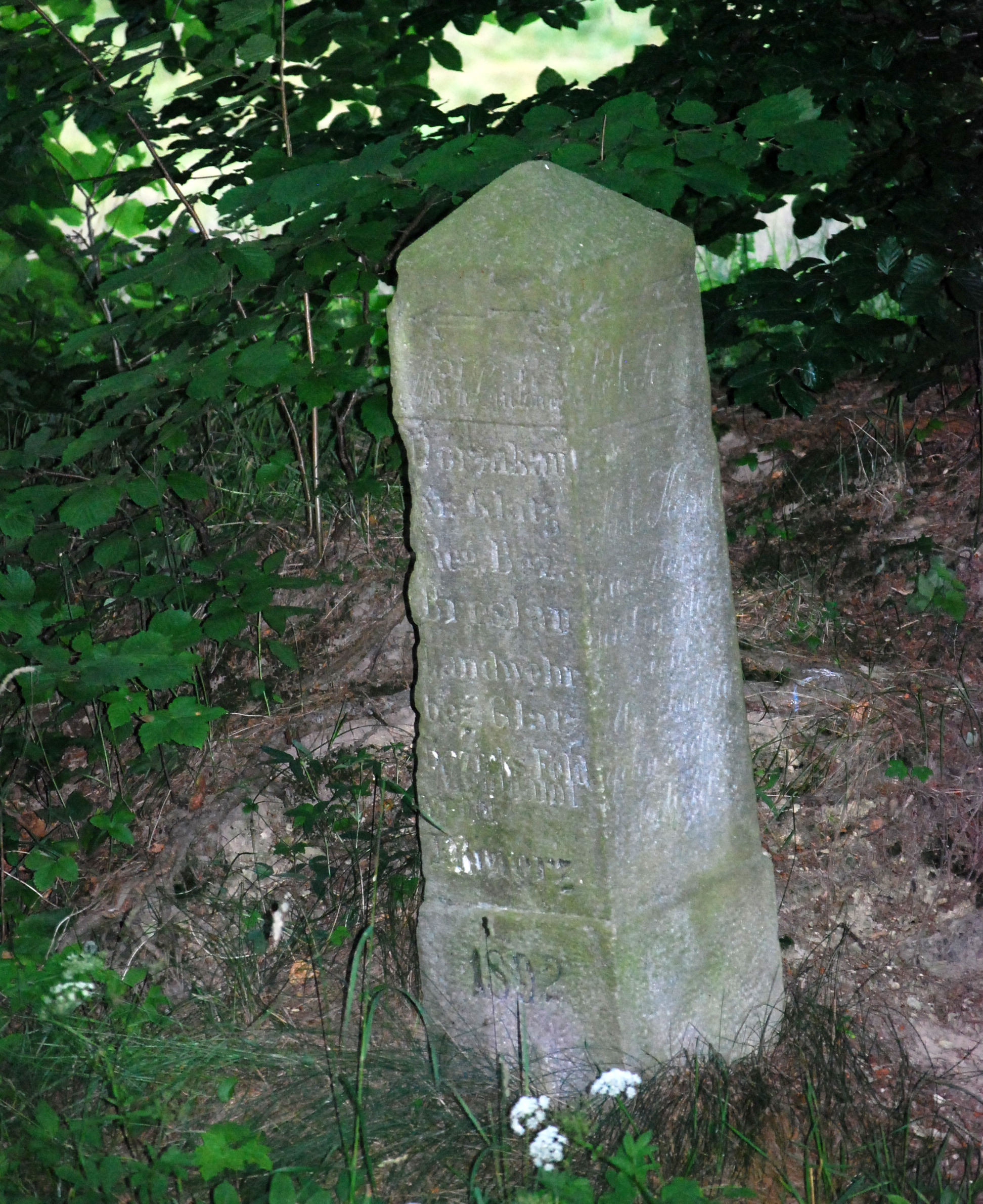
Kamienny drogowskaz z 1892 roku

Darnków (dawniej czes. Drnkow, Drukow, Divinka, Dernka, niem. Trnckau, Dörnickau, Dörnikau, po 1945 również Tarnówka) – wieś w Polsce położona w województwie dolnośląskim, w powiecie kłodzkim, w gminie Lewin Kłodzki, w dolinie Dańczówka. W obręb Darnkowa wliczony jest przysiółek Kociołek, obecnie wyludniony, dawniej stanowiący samodzielną wieś.

## Przynależność państwowa i administracyjna
Kolejne zmiany:
- w XIV w. przypuszczalnie w składzie państwa homolskiego,
- do 1477 r. w czeskim królestwie Luksemburgów,
- od połowy XVIII w. w hrabstwie kłodzkim, w Królestwie Pruskim Hohenzollernów,
- do 1945 r. w Kreis Glatz (powiecie kłodzkim), w Rzeszy Niemieckiej,
- do 1973 r. w gromadzie Jeleniów w powiecie kłodzkim w województwie wrocławskim, w Polsce,
- do 1975 r. w gminie Lewin Kłodzki w województwie wrocławskim,
- do 1976 r. w gminie Lewin Kłodzki w województwie wałbrzyskim,
- do 1998 r. w gminie Kudowa-Zdrój w województwie wałbrzyskim,
- współcześnie w gminie Lewin Kłodzki, w powiecie kłodzkim, w województwie dolnośląskim.

## Środowisko naturalne
Wieś leży na wysokości 500–550 m n.p.m. w głębokiej dolinie rzeki Dańczówki i jej lewego, bezimiennego dopływu. Wieś otaczają strome zbocza Darnkowskich Wzgórz w Górach Stołowych. Zabudowane parcele i tereny uprawne skupione są w dolinie i na bezpośrednio przylegających partiach stoków. W okolicy występują granitowe skałki, szczególnie na stoku Kruczej Kopy (721 m n.p.m.). Pod szczytem tej samej góry ponad wierzchołki drzew wystaje wielki krzyż górujący nad okolicą.
Otoczenie wsi stanowią świerkowe lasy regla dolnego domieszkowane bukiem. Sąsiaduje z Parkiem Narodowym Gór Stołowych znajdując się w jego otulinie. Dawniej wieś leżała w całości na terenie Stołowogórskiego Parku Krajobrazowego. W środkowej części wsi znajduje się pomnikowy okaz cisa pospolitego Taxus baccata L. o pierśnicy 1,1 m i wysokości ponad 8 m.

## Historia
Początki wsi datuje się na XIV w. Powstała prawdopodobnie w obrębie niewielkiego feudalnego państwa homolskiego, do którego wówczas należała dolina Dańczówki. Trudno dostępne rejony doliny powyżej wsi służyły za schronienie dla mieszkańców Lewina Kłodzkiego i okolicznych wsi podczas wojen husyckich i wojny trzydziestoletniej. Po likwidacji państwa homolskiego i powstaniu hrabstwa kłodzkiego, Darnków w roku 1477 został włączony do dóbr kameralnych korony czeskiej.
Z przekazów wiadomo, że w roku 1765 mieszkało tu 30 chałupników trudniących się głównie tkactwem. W roku 1787 odnotowano 18 zagrodników i chałupników, wśród których znajdowało się 11 płócienników. We wsi funkcjonowała gorzelnia i królewski dworek myśliwski, a od roku 1873 była tam też wiejska szkoła.
W XIX w. powstały dwa przysiółki wsi, które nie zachowały się do czasów współczesnych. W roku 1840 działały: młyn wodny, gorzelnia oraz 10 rzemieślniczych warsztatów bawełnianych. Nieco później powstała królewska leśniczówka i szkoła. Pod koniec tego stulecia w Darnkowie uruchomiono gospodę obsługującą turystów i kuracjuszy z pobliskiej Kudowy-Zdroju podróżujących tędy licznie. Trasa z Lewina Kłodzkiego do Karłowa przez Darnków była polecana przez ówczesne przewodniki turystyczne jako bardzo malownicza.
Po roku 1945 przez kilka lat w Darnkowie działał ośrodek YMCA, przekształcony po likwidacji tej organizacji w zakładowy dom wczasowy.

## Zabudowa

### Wieś
Wieś ma układ łańcuchowy, choć mocno przerzedzony. Zajmuje obszar 344 ha, z czego 98 ha to użytki rolne, a 230 ha to tereny leśne. W dolnej części wsi wybudowany jest zbiornik wody pitnej dla pobliskiej Kudowy-Zdroju, a cały teren wsi stanowi obszar bezpośredniej ochrony wodnej. W latach 90. XX wieku czynnych było we wsi zaledwie 8 gospodarstw rolnych, a tylko 25% mieszkańców pracowało w rolnictwie. Działał też zakładowy ośrodek wczasowy. Zachowało się kilka starych domów murowanych i murowano-drewnianych z XIX w. Do najciekawszych z nich należą domy nr 11, 11a, 14, 17, 21 i 25.
| Zmiany liczby mieszkańców | Zmiany liczby mieszkańców | Zmiany liczby mieszkańców     |
| Rok                       | Liczba ludności           | Adnotacje                     |
| ------------------------- | ------------------------- | ----------------------------- |
| 1787                      | 93                        |                               |
| 1815                      | 89                        |                               |
| 1825                      | 105                       |                               |
| 1840                      | 115                       |                               |
| 1910                      | 128                       |                               |
| 1933                      | 175                       |                               |
| 1950                      | 83                        | Narodowy Spis Powszechny 1950 |
| 1960                      | 66                        | Narodowy Spis Powszechny 1960 |
| 1970                      | 31                        | Narodowy Spis Powszechny 1970 |
| 1978                      | 36                        | Narodowy Spis Powszechny 1978 |
| 2011                      | 47                        | Narodowy Spis Powszechny 2011 |

### Leśniczówka
Pod numerem 21, we wschodniej części wsi znajduje się leśniczówka „Tarnówka” mieszcząca się w pochodzącym z początku XX w. drewnianym domu z kamienną podmurówką. Przy domu również drewniano-kamienne zabudowania gospodarcze, stary sad oraz zabytkowa kapliczka w formie żeliwnego krzyża. Nieco poniżej leśniczówki na rozstaju dróg stoi kamienny drogowskaz datowany na rok 1892

### Ośrodek buddyjski
W roku 1995 dwóch członków sanghi podarowało j. św. Czime Rigdzinowi rinpocze 7,2 ha ziemi w najwyższym punkcie wsi, w miejscu zrujnowanych zabudowań. Od roku 1994 funkcjonuje tam Związek Buddyjski Khordong w Polsce, prowadząc ośrodek i centrum odosobnień rozwijające tradycje Dziangter i Khordong. Przez kilkanaście lat na tym terenie powstało dormitorium, gompa, biuro, budynki zaplecza mieszkalnego i sanitarnego dla gości oraz pole namiotowe. Organizowane są tam regularne kursy z nauczycielami buddyzmu tybetańskiego, gdzie możliwa jest praktyka grupowa i indywidualna, tłumaczy się, wydaje i przechowuje buddyjskie teksty. Od roku 1997 w Darnkowie corocznie odbywa się ceremonia ofiarowania lampek maślanych, podczas której 111 111 lampek płonie w intencji pokoju na świecie.

## Szlaki turystyczne
- Kulin Kłodzki – Kulin Kłodzki (przystanek kolejowy) – Gołaczów – Żyznów – Cisowa – Darnków – Pod Kruczą Kopą – Dańczów – Lewin Kłodzki (stacja kolejowa) – Jarków – Pod Ptasznicą PL/CZ – Česká Čermná – Česká Čermná CZ/PL – Brzozowie – Źródło Marii – Kudowa-Zdrój[6]
- z Kudowy-Zdroju przez Kruczą Kopę na Rozdroże pod Lelkową.